# Bernard Paleara
Saint Bernard Paleara, saint Bernard Valeara de Teramo ou Bernard Paleara (né en 1050 environ et mort le 11 décembre 1122), était un moine bénédictin du Mont-Cassin, il fut élu évêque de Teramo dont il est le saint patron principal.

## Biographie
Saint Bernard Valeara de Teramo nait dans la famille da Pagliara (it), une famille noble d'Italie, dont le château porte le nom, près de la ville d’Isola del Gran Sasso d'Italia, dans la région des Abruzzes en Italie.
Il était frère de la bienheureuse Colomba du mont Brancastello. Il devint moine bénédictin à l'abbaye de Monte Cassino, puis prêtre et enfin évêque de Teramo en Italie en 1115.
Il est connu pour avoir été un réformateur zélé, un évangélisateur. Il fut aussi notoire pour sa charité légendaire.
Il est né dans le château de Pagliara près de Castelli.
Il est mort de causes naturelles et fut enterré dans la chapelle Sainte-Anne de la vieille cathédrale de Teramo, en Italie.
Ses reliques sont transférées successivement dans la nouvelle cathédrale en 1174 puis dans une chapelle qui lui est dédiée en 1776.